# Альбрехт I (король Германии)
А́льбрехт I Австри́йский (нем. Albrecht I von Habsburg; июль 1255, Райнфельден, кантон Аргау, Швейцария — 1 мая 1308, Виндиш, кантон Аргау, Швейцария) — герцог Австрии с 27 декабря 1282 года (совместно с братом Рудольфом II до 1 июня 1283 года, затем самостоятельно), король Германии c 27 июля 1298 года и основатель династии Габсбургов на австрийском престоле (с 1282 года).

## Правление в Австрии
Альбрехт I был старшим сыном Рудольфа I Габсбурга, первого короля Германии из дома Габсбурга, и Гертруды фон Гогенберг. В 1282 году вместе со своим младшим братом Рудольфом II Альбрехт был провозглашён герцогом Австрии и Штирии, став таким образом первым австрийским монархом из династии Габсбургов. Уже в 1283 году Рудольф II был отстранён от престола под обещание компенсации в будущем и Альбрехт I стал единовластным правителем Австрии. В своих владениях Альбрехт опирался на швабских дворян и чиновников, что вызвало недовольство австрийской аристократии и восстание в 1288 году, жестоко подавленное герцогом.
В дальнейшем Альбрехт I проводил централизаторскую политику в Австрии, стремясь ограничить привилегии дворянства и отстранить аристократию от влияния на правительство. Был создан особый Тайный совет, состоящий по преимуществу из неавстрийцев, который использовался герцогом для управления своими владениями. Началось также наступление на духовенство, ограничивались судебные и налоговые привилегии австрийских священнослужителей. В Вене был создан единый суд, заменивший земские суды, и первое общее для всех владений Габсбургов финансовое ведомство. Было отменено право наследования по принципу «мёртвой руки», активно поощрялась торговля и развитие городов. Вена пользовалась привилегиями свободного имперского города. Альбрехт I вообще большое внимание уделял городам, стараясь сформировать прочную социальную опору своему режиму из иерархической структуры, централизованной власти (на данный период времени, и в новейшем времени в том, или ином видоизменённом виде, используется сейчас во многих развитых странах). 

## Избрание королём Германии
Отец Альбрехта I до своей смерти в 1291 году так и не смог обеспечить избрания своего сына своим преемником и королём Германии. Немецкие князья, опасаясь чрезмерного усиления Габсбургов, новым королём избрали Адольфа Нассауского. Восстание в швабских владениях Альбрехта I не позволило ему выступить против своего противника и он был вынужден в течение последующих лет сосредоточиться на управлении своим новым австрийским герцогством, он так же как и отец поддерживал глобальный рост торговых отношений, что способствовало к экономическому росту небольших деревень превращающихся в малые провинции (административные округа (нем. Regierungsbezirk)), а провинции в небольшие но развитые конклавные области (на общины (landgemeinde)), с  политическим центром, городом-столицей (внерайонные города (stadtkreis), областной центр района), во главе с наместниками бюргерами. Тем не менее, в 1298 году часть недовольных правлением Адольфа немецких князей избрали антикоролём Германии Альбрехта I Габсбурга. Войска соперников встретились в битве при Гёльхайме, неподалёку от Вормса. Армия Альбрехта I одержала победу, Адольф был убит. 27 июля 1298 году во Франкфурте Альбрехт был избран королём Германии, а вскоре, 24 августа, он был коронован в Ахене.
В качестве правителя Германии Альбрехт I пытался восстановить в стране законность и безопасность, поощрял создание городов, поддерживал немецкое крестьянство. Он не только выпускал прокламации, требующие прекращения междоусобиц между князьями империи, но и путём политических союзов и применения военной силы добивался их исполнения. В историю он вошёл как сильный и суровый король, хотя его жестокость по отношению к швейцарским кантонам, по всей видимости, является позднейшей спекуляцией.

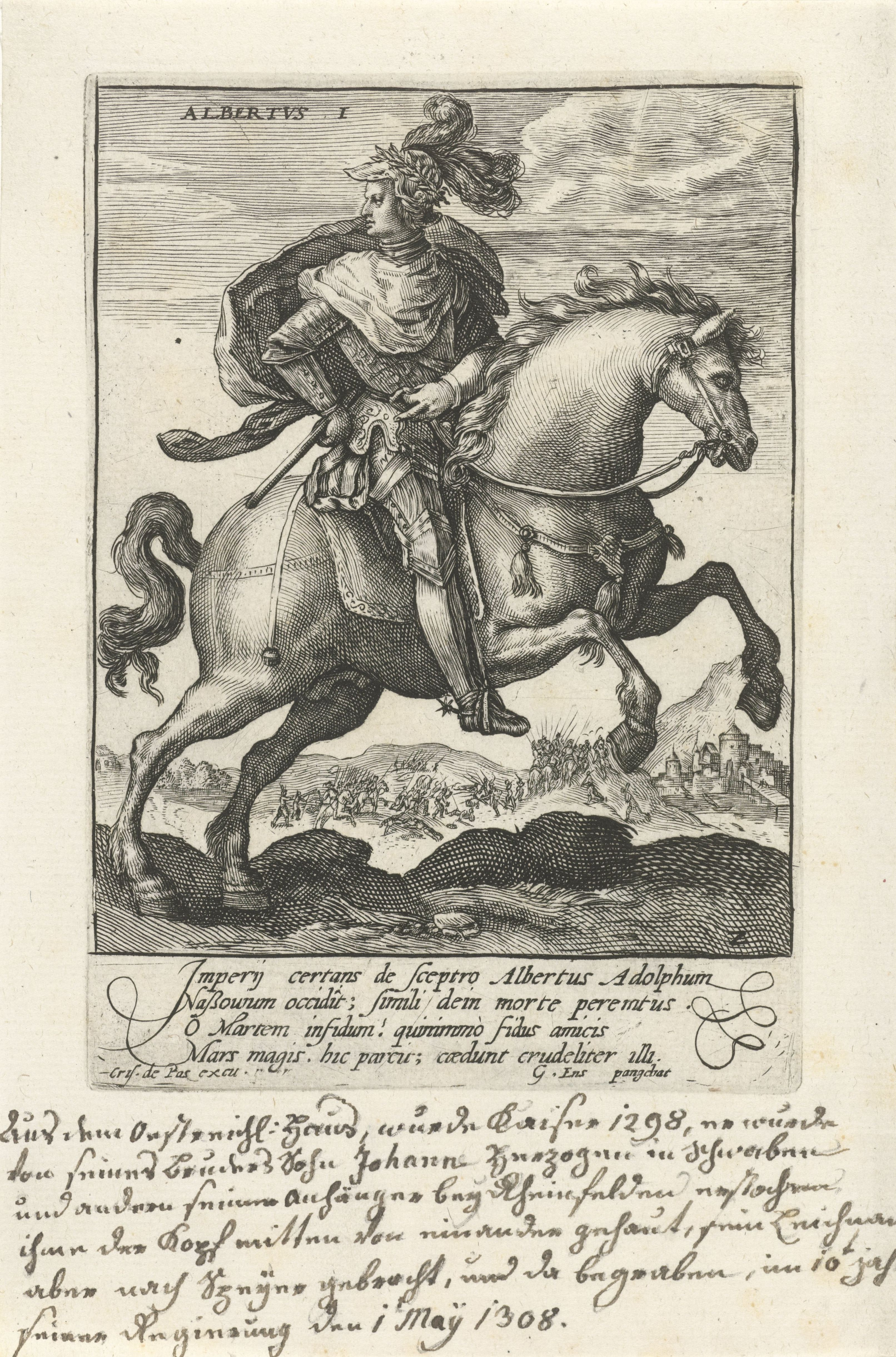
Альбрехт I Ван Габсбургский верхом на коне. Немецкие императоры верхом на коне (название серии) Romani Imperatores Domo Austria (название серии).

## Внешняя политика

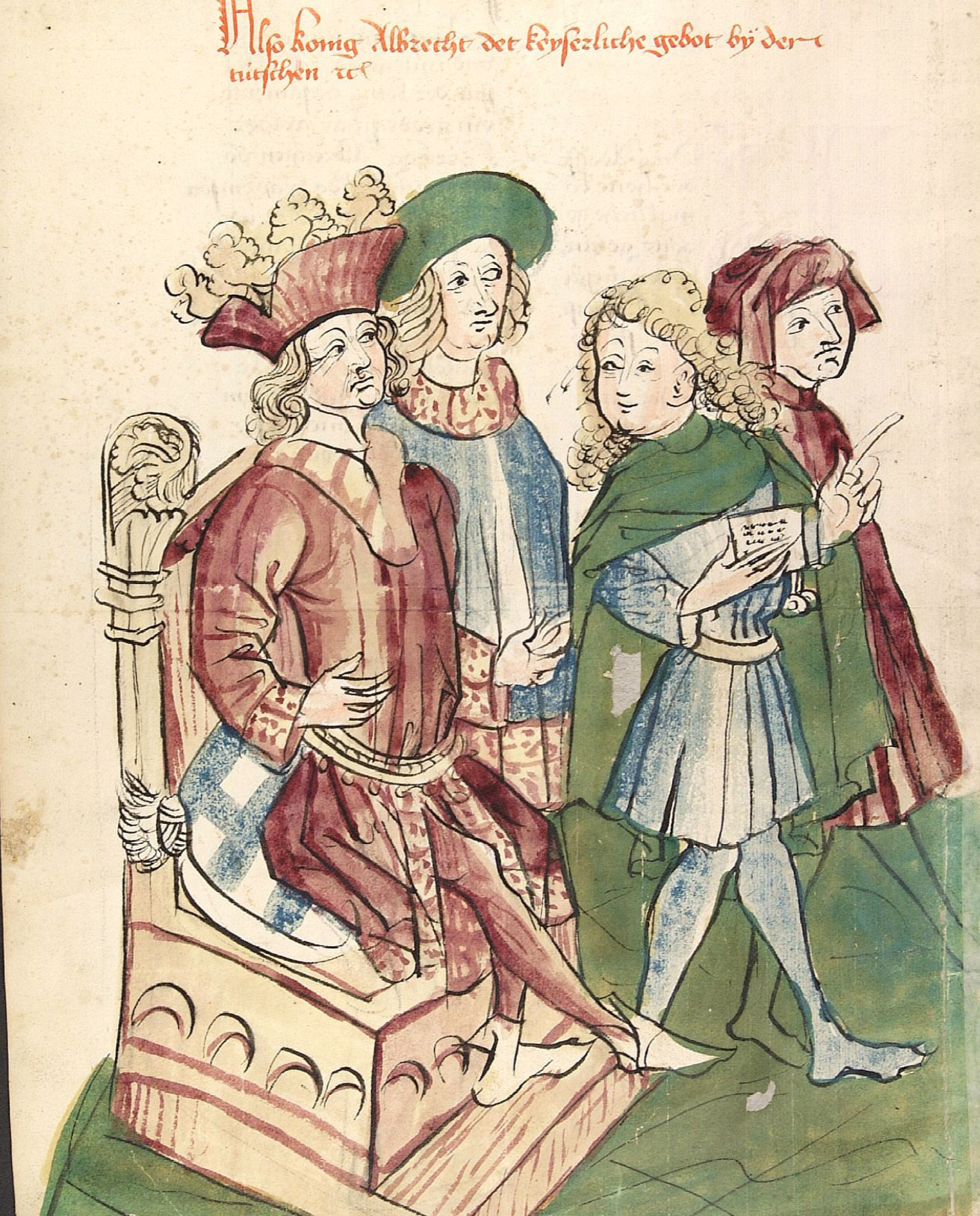
Король Альбрехт I посылает курьера к папе Бонифацию VIII, изображение 1450 года

В области внешней политики в начале своего правления Альбрехт I вступил в конфликт с Францией за ряд приграничных бургундских ленов, однако отказ папы римского Бонифация VIII признать его королём Германии заставил Альбрехта примириться с французским королём и заключить в 1299 году договор с Филиппом IV о династическом браке сына Альбрехта и дочери короля Франции. Вскоре отношения между империей и Францией вновь испортились. Папа римский в 1303 году наконец признал Альбрехта I королём, что было достигнуто ценой признания Альбрехтом исключительного права папы на коронацию императором Священной Римской империи и обещания, что его сыновья не будут претендовать на престол империи без предварительного согласия папы.

## Политика в Германии

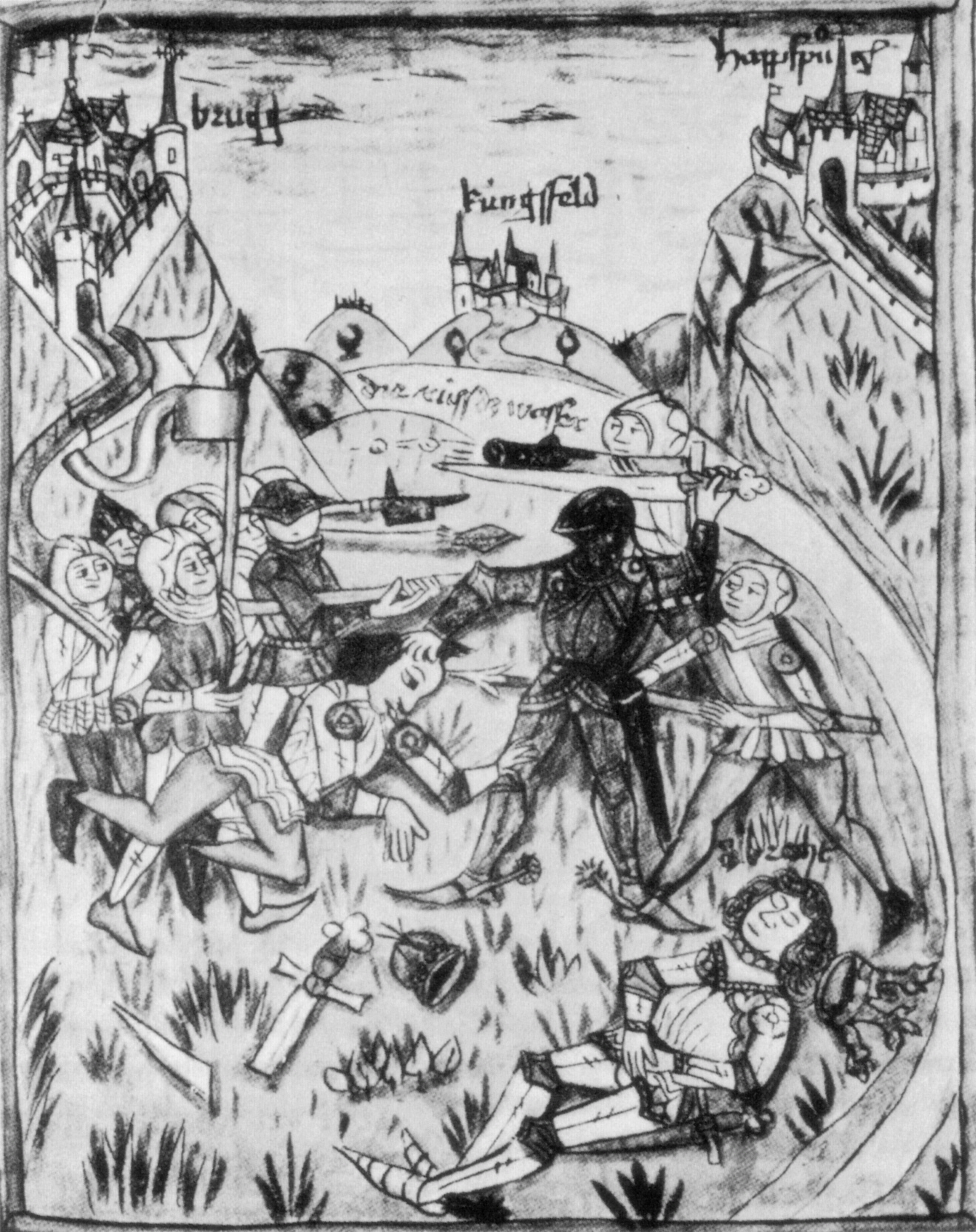
Убийство Альбрехта I в 1308 году

Альбрехту I не удалось повторить успех своего отца в Австрии и установить свою власть над графствами Голландия и Зеландия, чей престол в 1299 году освободился после смерти последнего представителя династии Герулфингов. Но в 1306 году, после смерти чешского короля Вацлава III, ему удалось посадить на престол Чехии своего сына Рудольфа III. Альбрехт I также воевал с Оттоном III Баварским, претендуя на корону Венгрии, и пытался подчинить Тюрингию, где, однако, в 1307 году потерпел поражение. Стремление Альбрехта I отменить все пошлины за перевоз товаров по Рейну вызвало мятеж против короля архиепископов Кёльна и Майнца, а также пфальцграфа Рейнского. Альбрехта поддержали города, что позволило ему подавить рейнское восстание. 

## Убийство Альбрехта I
В соответствии с договором 1283 года Рудольф II отказался от своих прав на австрийское наследство под обещание брата, Альбрехта I, передать ему другие территории. Это обещание выполнено не было, поэтому его сын Иоганн Швабский вступил в заговор с несколькими верхнешвабскими рыцарями, которые также были недовольны королём. 1 мая 1308 года на берегу реки Рейсс в Швейцарии у городка Виндиш заговорщики атаковали Альбрехта, отставшего от своей свиты, и убили его, раскроив ему череп. Иоганн смог бежать и избегнуть мести сыновей короля.

## Брак и дети
- Жена: (с 1274 года) Елизавета Каринтийская (1262 — 28 октября 1313), дочь Мейнхарда II, герцога Каринтии и графа Тироля
  - Анна (1275—1327), замужем (с 1295 года) за Германом, маркграфом Бранденбурга, вторым браком (с 1310 года) за Генрихом VI, князем Вроцлавским
  - Агнесса[2] (1281 — 11 июня 1364), замужем (с 1296 года) за Андрашем III, королём Венгрии
  - Рудольф III (1282 — 4 июля 1307), герцог Австрии и король Чехии
  - Елизавета (1285 — 19 мая 1353), замужем (с 1304 года) за Фридрихом IV, герцогом Лотарингии
  - Фридрих I (1289 — 13 января 1330), герцог Австрии и король Германии
  - Леопольд I (4 августа 1290 — 28 февраля 1326), герцог Австрии
  - Екатерина (1295—1323), замужем (с 1316 года) за Карлом Анжуйским, герцогом Калабрии
  - Альбрехт II (12 декабря 1298 — 16 августа 1358), герцог Австрии и Каринтии
  - Генрих Кроткий (15 мая 1299 — 3 февраля 1327)
  - Мейнхард (1300—1301)
  - Оттон (23 июля 1301 — 17 февраля 1339), герцог Австрии и Каринтии
  - Ютта (ум. 1329), замужем (с 1319 года) за Людвигом VI, графом Оттингена
  - у супружеской пары было ещё 9 детей, которые умерли непосредственно после рождения. Они остались неизвестными и были погребены в королевской капелле в Тульне в Нижней Австрии.